# 国際運輸安全連合
国際運輸安全連合（こくさいうんゆあんぜんれんごう）は、当事国の利害関係に関わらず、客観的な立場から運輸事故調査・連絡を行うために設立された国際機関。1993年設立。

## 委員長会議
- 2014年 - ニュージーランド クイーンズタウンにて開催。